# Дженні Юханссон
Дженні Юханссон (15 червня 1988) — шведська плавчиня.
Учасниця Олімпійських Ігор 2012, 2016 років.
Чемпіонка світу з водних видів спорту 2015 року.
Чемпіонка Європи з водних видів спорту 2016 року, призерка 2010, 2012, 2014 років.
Призерка Чемпіонату Європи з плавання на короткій воді 2009, 2013 років.